# قسم أشترينان الريفي (مقاطعة بروجرد)
قسم أشترینان الريفي (بالفارسية: دهستان اشترینان) هي منطقة ريفية تقع في إيران في ناحية أشترينان. يقدر عدد سكانها بـ 5,699 نسمة .